# Nitiwat Kanjanasri
Nitiwat Kanjanasri (* 28. Mai 1985, thailändisch นิธิวรรธก์ กาญจนศรี) ist ein thailändischer Poolbillard- und Snookerspieler.

## Karriere
Im Juli 2007 wurde Nitiwat Kanjanasri Fünfter beim vierten Turnier der Asian 9-Ball-Tour, 2008 wurde er bei einem Turnier Neunter.
Bei der 9-Ball-Weltmeisterschaft 2010 erreichte er das Sechzehntelfinale, verlor dieses jedoch gegen den Philippiner Oliver Medenilla mit 9:11.
Nitiwat Kanjanasri nahm bislang fünfmal am World Cup of Pool teil.
Nachdem er 2008 mit Dechawat Poomjaeng sowie 2009 und 2010 mit Surethep Phoochalam in der ersten Runde ausgeschieden war, erreichte er 2011 gemeinsam mit Kobkit Palajin das Finale, in dem sie jedoch gegen die Deutschen Ralf Souquet und Thorsten Hohmann verloren. 2012 schied er mit Kobkit Palajin im Achtelfinale aus.